# Донецкий институт железнодорожного транспорта
Донецкий институт железнодорожного транспорта (ДонИЖТ) — высшее учебное заведение, которое осуществляет подготовку инженеров и экономистов для магистрального и промышленного железнодорожного транспорта, системы транспортного строительства и других отраслей экономики. Институт — единственное высшее учебное заведение в Донецком регионе, который осуществляет подготовку специалистов-железнодорожников. Был образован в качестве Донецкого филиала Харьковского института железнодорожного транспорта в 1967 году Имеет в своём составе 5 факультетов и 10 кафедр.

## История
Развитие Донецкого института железнодорожного транспорта тесно связаны с Украинской государственной академией железнодорожного транспорта (УкрГАЖТ). В 1967 году в Донецке был открыт учебно-консультационный пункт (УКП) Харьковского института инженеров железнодорожного транспорта (ХИИТ), а с 1 января 1968 года приказом министра путей сообщения УКП преобразовано в Донецке филиал ХИИТ (в настоящее время — УкрГАЖТ).
Своим созданием Донецкий филиал ХИИТ был обязан двум обстоятельствам: первое — роль и значение в народнохозяйственном комплексе СССР Донецкой железной дороги, которая была одной из самых грузонапряженных и вторая — её недостаточное кадровое обеспечение.
Это побудило руководство Донецкой железной дороги воспользоваться тем обстоятельством, что в Донецке функционирует учебно-консультационный пункт Харьковского института инженеров транспорта и открыть на базе него филиал этого института.
Идея была поддержана начальником Донецкой железной Приклонским В. В. и ректором ХИИТ. К тому времени профессором Игнатьевым А. Ф.; который определил перечень работ, которые необходимо было выполнить ДЖД для того, чтобы с 1 сентября 1968 года в Донецком филиале приступили к обучению по шести транспортными специальностям студенты-заочники первого — четвёртого курсов института, проживающие в городах и поселках Донбасса.
Результатом инициатив Донецкой железной дороги и ректората Харьковского института инженеров транспорта стал приказ Министерства путей сообщения СССР от 3 ноября 1967 года «Об организации Донецкого филиала ХИИТ».
На должность директора филиала руководство Донецкой железной предложило назначить начальника отдела инженерных сооружений службы пути управления Донецкой железной М. Н. Целуевского, который до перехода в службу работал заместителем начальника Артемовской технической школы путевых мастеров.
Получение Украиной политической независимости и начало подготовки инженерных кадров по дневной форме обучения в Донецком филиале Харьковского института инженеров транспорта пришлись на 1991 год. Открытие дневного отделения стало возможным благодаря подготовительной работе, проведённой преподавателями и сотрудниками филиала с помощью кафедр института и служб Донецкой железной дороги.
В условиях резкого снижения бюджетного финансирования и возможностей, сузились в оказании помощи со стороны железной дороги, филиал был вынужден заняться решением проблемы самообеспечения как необходимого условия сохранения и последующего развития учебного заведения. Студенты дневной формы обучения первые два года должны были учиться в Донецке с последующим обучением в ХИИТ. Однако уже через два года ректорат ХИИТ пришёл к выводу о необходимости проведения в Донецке полного цикла подготовки инженеров железнодорожного транспорта. Филиал должен был трансформироваться в полноценное высшее учебное заведение.
В 1996 году Донецкий филиал получил статус института в составе Харьковской государственной академии железнодорожного транспорта. По конкурсу абитуриентов Донецкий институт железнодорожного транспорта в течение последних лет[уточнить] занимает третье место среди 18 государственных высших учебных заведений региона.
В 1998 году в руководстве института произошли изменения. Ректором ДонИЖТ стал профессор В. И. Поддубняк, ранее занимавший должность проректора по учебно-воспитательной работе.
В 1999 году создан факультет повышения квалификации, на базе которого функционирует отраслевой центр Мининфраструктуры Украины по охране труда. Договорами с Донецкой железной дорогой и другими предприятиями определены 185 баз практики студентов.
В 1999 году институт успешно прошёл аттестацию и получил лицензию на право образовательной деятельности. Признанием успехов коллектива института по достижению намеченных целей стало Распоряжение Кабинета Министров Украины № 575р от 11.10.2002 года о преобразовании вуза в Донецкий институт железнодорожного транспорта Украинской государственной академии железнодорожного транспорта — государственного высшего учебного заведения с правами юридического лица.
В 2013 году в связи с реформой высшего образования Распоряжением Кабинета Министров Украины институт был реорганизован в Государственное высшее учебное заведение «Донецкий институт железнодорожного транспорта Украинской государственной академии железнодорожного транспорта» Министерства образования и науки Украины (институт в составе академии без прав юридического лица)
В 2014 году в связи с боевыми действиями институт перешёл под контроль самопровозглашённой Донецкой Народной Республики.
Основанный в 1967 году по инициативе Донецкой железной дороги, ДонИЖТ более чем за 40 лет существования прошёл путь от филиала Харьковского института инженеров железнодорожного транспорта в институт, стал отдельным высшим учебным заведением. За годы существования институт подготовил более 8 тысяч специалистов-железнодорожников, которые работают в различных службах и подразделениях железной дороги и на транспортных предприятиях Донецкой области.

### Изменение названий
- 1967 — Учебно-консультационный пункт Харьковского института инженеров железнодорожного транспорта;
- 1967 — Донецкий филиал Харьковского института инженеров железнодорожного транспорта;
- 1993 — Донецкий филиал Украинской государственной академии железнодорожного транспорта;
- 1996 — Донецкий институт железнодорожного транспорта Украинской государственной академии железнодорожного транспорта;
- 2002 — Донецкий институт железнодорожного транспорта Украинской государственной академии железнодорожного транспорта — государственное высшее учебное заведение с правами юридического лица.

## Структура
В структуре института функционируют 4 факультета:
- «Управление процессами перевозок на железнодорожном транспорте»;
- «Инфраструктура и экономика железнодорожного транспорта»;
- Заочный факультет;
- Факультет последипломного образования;
- Факультет (Центр) довузовской подготовки.

И 10 кафедр, из которых 7 выпускающие («Организация движения поездов, подвижной состав», «Автоматика, телемеханика, связь и вычислительная техника», «Строительство, эксплуатация сооружений и путевое хозяйство», «Учет и аудит», «Менеджмент», «Экономика предприятия»).

## Специальности и направления подготовки
Факультет «Инфраструктура и экономика железнодорожного транспорта»
- «Автоматика и автоматизация на транспорте (железнодорожный транспорт)»

Специализации:
- «Автоматика и компьютерные системы управления движением поездов».
  - «Автоматизированные системы технологической связи на железнодорожном транспорте».
  - «Железнодорожные сооружения и путевое хозяйство».
  - «Экономика предприятия».
  - «Менеджмент организаций».
  - «Учет и аудит».

Факультет «Управления на железнодорожном транспорте»
- «Организация перевозок и управление на транспорте (железнодорожный транспорт)»
- «Подвижной состав и специальная техника железнодорожного транспорта (локомотивы)»

«Заочный факультет»
- Автоматика и автоматизация на транспорте.
- Железнодорожные сооружения и путевое хозяйство.
- Экономика предприятия.
- Менеджмент организаций.
- Учёт и аудит.
- Организация перевозок и управление на транспорте (железнодорожный транспорт).
- Подвижной состав и специальная техника железнодорожного транспорта.

«Факультет последипломного образования»
- Оператор компьютерного набора;
- Приемосдатчик груза и багажа;
- Кассир товарный;
- Проводник пассажирского вагона;
- Монтер пути;
- Слесарь по ремонту подвижного состава (1, 2 разряд);
- Машинист тепловоза (помощник машиниста);
- Электромонтёр по обслуживанию и ремонту аппаратуры и устройств связи;
- Электромонтёр по ремонту и обслуживанию электроустановок;
- Электромонтёр по ремонту и обслуживанию устройств сигнализации, централизации и блокировки.

## Инфраструктура
Донецкий институт железнодорожного транспорта имеет в своем распоряжении 5 учебных корпусов, 1 общежитие, 2 спортзала и 2 спортивные площадки, базу отдыха «Ивушка» на станции Брусино Донецкой железной дороги, библиотеку (около 200 тыс. экземпляров печатных изданий).

## Научная и международная деятельность
Научные исследования института направлены на усовершенствование и создание новых технологий работы железнодорожного транспорта и проводятся по следующим направлениям:
- охрана окружающей среды и снижение вредных выбросов тепловозных двигателей;
- повышение эффективности эксплуатации тепловозов;
- повышения эффективности грузовой и коммерческой работы на железнодорожном транспорте;
- разработка новых эффективных технологий текущего содержания и ремонта железнодорожного пути;
- внедрение компьютерных технологий в системах автоматики и транспортной связи;
- автоматизация систем оперативного управления движением поездов;
- менеджмент и маркетинг транспортных услуг;
- экономика и организация железнодорожных перевозок.

Основными заказчиками хоздоговорных научно-исследовательских работ является ГП «Укрзалізниця», Донецкая железная дорога и предприятия промышленного транспорта Донецкого региона. Научно-исследовательская работа в ДонИЖТ ориентируются на предстоящих докторантов и аспирантов и таким образом, является существенной поддержкой в подготовке кадров высшей квалификации. Как один из результатов НИР предусматривается защита докторских и кандидатских диссертаций.
С 2009 г. функционирует ЦНИЛ «ЭРСТЭМ-ТЭК» (Целевая научно-исследовательская лаборатория «Энерго и ресурсосберегающие разработки и технологии для электрических машин топливно-энергетического комплекса»), являющаяся совместной научно-исследовательской структурой Донецкого института железнодорожного транспорта и Донецкого национального технического университета.
В 2012—2014 гг. институт принимает участие в реализации европейского научно-исследовательского проекта «Система евразийских железнодорожных исследований» в рамках Frame Programm 7 (Седьмая рамочная программа ЕС). Основная цель проекта: построение научно-исследовательской сети центров железнодорожного транспорта вдоль Транс-Азиатского сухопутного моста. Проект является одной из стратегических подзадач создания высокоскоростного железнодорожного сообщения из Европы в Азию.
Институт является членом:
- Международной ассоциации транспортных университетов Азиатско-Тихоокеанского региона (МАТУ АТР);
- Европейской железнодорожной научно-исследовательской сети передового опыта (EURNEX).
- Международной ассоциации «Евразийский экономический клуб учёных»
- Международной программы ООН «Академическое влияние»

Институт имеет более 15 договоров об академическом и научном сотрудничестве с ведущими транспортными и техническими университетами из России, Польши, Чехии, Вьетнама, Литвы, Казахстана, Кыргызстана и других стран.

## Издания ДонИЖТ
С 2004 года ДонИЖТ выпускает научный журнал «Збірник наукових праць ДонІЗТ». Сборник содержит статьи, посвященные теоретическим, методологическим и прикладным проблемам отрасли железнодорожного транспорта. В статьях сборника рассматриваются вопросы организации и управления процессом перевозок; автоматики, телемеханики и связи; энергоснабжения и электрических сетей; подвижного состава; строительства, реконструкции и эксплуатации конструкций и сооружений железнодорожного транспорта, экономики железных дорог.
Сборник предназначен для научных работников, преподавателей, студентов высших учебных заведений и работников железнодорожного транспорта.
Издание издается периодически один раз в квартал.
Сборник внесён в Перечень научных специализированных изданий Украины, в которых могут публиковаться результаты диссертационных работ на соискание ученых степеней доктора и кандидата наук (№ 355 списка, утвержденного постановлением президиума ВАК Украины № 1-05/4 от 14.10.09). 8 февраля 2007 Сборник научных трудов ДонИЖТ был зарегистрирован в международном агентстве ISSN (ISSN International Centre 20, Rue Bachaumont, 75002 PARI, FRANCE). Сборнику присвоен номер ISSN 1993-5579. Журнал зарегистрирован в международной наукометрической базе данных Index Copernicus и Ulrichsweb.
С 2013 года был открыт электронный репозиторий Донецкого института железнодорожного транспорта, которому впоследствии был присвоен международный серийный номер периодического издания ISSN 2311-9756.